# Nations Cup (Fußball)

Das Logo des Wettbewerbs

Der Nations Cup (offizieller Sponsorenname: Carling Nations Cup) war ein 2011 ausgetragenes Fußballturnier, an dem die vier Nationalmannschaften Irlands, Schottlands, Wales’ und Nordirlands teilnahmen.

## Entstehung
Der damalige nordirische Nationaltrainer Lawrie Sanchez formulierte 2006 die Idee, anstatt von Freundschaftsspielen ein Turnier für die Nationalmannschaften der keltischen Länder der Britischen Inseln zu veranstalten. Das Turnier war als Nachfolger der British Home Championship gedacht, die von 1883 bis 1984 jährlich zwischen der schottischen, walisischen, nordirischen und englischen Nationalmannschaft ausgetragen wurde. Eine Beteiligung Englands wurde von Sanchez allerdings als unwahrscheinlich angesehen.
Bis 2008 hatten sich die Pläne soweit konkretisiert, dass das Turnier alle zwei Jahre im Februar und Mai ausgetragen werden sollte. Der Turnierort sollte im Abstand von zwei Jahren zwischen den Teilnehmerländern rotieren. Ursprünglich sollte das erste Turnier 2009 stattfinden, wurde aber aufgrund von Terminschwierigkeiten auf 2011 verschoben. Im Oktober 2010 wurde die Carling Brauerei als Namenssponsor des Turniers gewonnen.

## Das Turnier
Die erste Auflage fand 2011 in Dublin, Irland statt. Teilnehmer waren Schottland, Irland, Wales und Nordirland. Der englische Verband hatte seine Einladung abgelehnt. Die vier teilnehmenden Mannschaften spielten jeweils einmal gegeneinander.
Gewinner des Turniers wurde der Gastgeber Irland, der all seine Partien gewann. Die Iren stellten mit Robbie Keane auch den Torschützenkönig. Teilweise stießen die Partien nur auf geringes Zuschauerinteresse. So war das Aviva Stadium als Austragungsstätte im Schnitt nicht einmal zur Hälfte gefüllt. Die Partie Wales gegen Nordirland besuchten lediglich 529 Zuschauer.

## Weitere Veranstaltungen
Ursprünglich sollte im Jahr 2013 die zweite Auflage des Turniers im walisischen Cardiff stattfinden. Dies wurde bereits im Januar 2012 bezweifelt. Letztendlich fand das Turnier nicht statt.

## Statistik

### Ergebnisse
| Pl. | Land       | Sp. | S | U | N | Tore    | Diff. | Punkte |
| --- | ---------- | --- | - | - | - | ------- | ----- | ------ |
| 1.  | Irland     | 3   | 3 | 0 | 0 | 009:000 | +9    | 09     |
| 2.  | Schottland | 3   | 2 | 0 | 1 | 006:200 | +4    | 06     |
| 3.  | Wales      | 3   | 1 | 0 | 2 | 003:600 | −3    | 03     |
| 4.  | Nordirland | 3   | 0 | 0 | 3 | 000:100 | −10   | 0      |

Alle Spiele wurden im Aviva Stadium in der irischen Hauptstadt Dublin ausgetragen.
| 8. Feb. 2011 | Irland – Wales          | 3:0 (0:0) | Tore: 1:0 Darron Gibson (60.), 2:0 Damien Duff (67.), 3:0 Keith Fahey (83.)                                                                |
| 9. Feb. 2011 | Schottland – Nordirland | 3:0 (2:0) | Tore: 1:0 Kenny Miller (19.), 2:0 James McArthur (31.), 3:0 Kris Commons (51.)                                                             |
| 24. Mai 2011 | Irland – Nordirland     | 5:0 (3:0) | 1:0 Stephen Ward (24.), 2:0 Robbie Keane (27.), 3:0 Craig Cathcart (44., Eigentor), 4:0 Robbie Keane (53.) (Elfmeter), 5:0 Simon Cox (79.) |
| 25. Mai 2011 | Wales – Schottland      | 1:3 (1:0) | 1:0 Robert Earnshaw (36.), 1:1 James Morrison (56.), 1:2 Kenny Miller (65.), 1:3 Christophe Berra (71.)                                    |
| 27. Mai 2011 | Wales – Nordirland      | 2:0 (1:0) | 1:0 Aaron Ramsey (35.), 2:0 Robert Earnshaw (71.)                                                                                          |
| 29. Mai 2011 | Irland – Schottland     | 1:0 (1:0) | 1:0 Robbie Keane (24.) |

### Torschützen
- 3 Tore:
  -  Robbie Keane
- 2 Tore:
  -  Kenny Miller
  -  Robert Earnshaw